# Aravakurichi
Aravakurichi là một thị xã panchayat của quận Kapur thuộc bang Tamil Nadu, Ấn Độ.

## Nhân khẩu
Theo điều tra dân số năm 2001 của Ấn Độ, Aravakurichi có dân số 11.273 người. Phái nam chiếm 50% tổng số dân và phái nữ chiếm 50%. Aravakurichi có tỷ lệ 70% biết đọc biết viết, cao hơn tỷ lệ trung bình toàn quốc là 59,5%: tỷ lệ cho phái nam là 79%, và tỷ lệ cho phái nữ là 62%. Tại Aravakurichi, 9% dân số nhỏ hơn 6 tuổi.